# ウクルテレコム
ウクルテレコム（ウクライナ語: Укртелеком、英語: Ukrtelecom）またはウクライナテレコムは、ウクライナの首都キーウに拠点を置き、同国の固定電話網を引き継いだ大通信事業者で、ISPでもあり、移動体通信も始めた。

## 概要
ウクルテレコムは、ウクライナの独立後はウクライナ運輸通信省配下のウクライナ電気通信（ウクライナ語: Укрелектрозвязок）として知られていたが、1993年に民営化されて、翌年からウクルテレコムと呼ばれてきた。2000年には株式が発行されて、92.9％の株式は政府に帰属していた。
2011年には公共株式会社（PJSC）となり、同年にはオーストリアの投資ファンドEPIC Investのウクライナ子会社（ESU）がウクライナ政府から92.79％の株式を13億ドルで購入し、これはすぐウクライナのオリガルヒ、リナト・アフメトフのSCM持株会社へ転売された。
ウクルテレコムは、別会社TriMobによりキーウで3G移動体通信も行なっているが、この分野ではキーウスター、lifecell、Vodafone Ukraineなどが全国で活躍している。

## 参照項目
- ウクライナの経済
- ウクライナの電気通信 (Telecommunications in Ukraine)
- キーウスター (ウクライナ最大の移動体通信事業者)